# Catenulina hedysaroides
Catenulina es un género de plantas fanerógamas de la familia Brassicaceae.  Su única especie, Catenulina hedysaroides, es originaria de Asia Central donde se distribuye por Tayikistán.

## Taxonomía
Catenulina hedysaroides fue descrita por  (Botsch.) Soják y publicado en Cas. Nár. Mus., Odd. Prír. 148: 193. 1979[1980].
Sinonimia
- Catenularia hedysaroides Botsch.
- Chodsha-kasiana hedysaroides (Botsch.) Rauschert	[4]